# Hispanioryctes rugulopygus
Hispanioryctes rugulopygus är en skalbaggsart som beskrevs av Brett C.Ratcliffe och Ronald D. Cave 2011. Hispanioryctes rugulopygus ingår i släktet Hispanioryctes och familjen Dynastidae. Inga underarter finns listade i Catalogue of Life.